# Will Mackenzie
Will Mackenzie (Providence, 24 luglio 1938) è un regista e attore statunitense.
Mackenzie, prima di entrare nel mondo della televisione, lavorava a Broadway in alcuni musical, sia come attore, e successivamente sia come regista.
Più avanti Will è entrato a far parte del The Bob Newhart Show grazie al quale ha debuttato come regista televisivo. Ha diretto molteplici episodi di varie serie televisive, come: Scrubs - Medici ai primi ferri, Vicini troppo vicini, Henry e Kip, WKRP in Cincinnati, Casa Keaton, Moonlighting e Tutti amano Raymond.
Mackenzie è stato nominato a 5 Emmy Awards per Miglior regia per una serie commedia e ad un altro per Miglior regia per una serie drammatica. Ha anche vinto due Directors Guild of America Award per la serie Moonlighting e un terzo per Casa Keaton.

## Filmografia parziale

### Attore
- ABC Stage 67 – serie TV, episodio 1x12 (1966)

### Regista
- Vicini troppo vicini (Too Close for Comfort) – serie TV, 5 episodi (1980)